# Teen Titans Go! le film
Pour plus de détails, voir Fiche technique et Distribution.
Teen Titans Go! le film (Teen Titans Go! To the Movies) est un film d'animation américain d'Aaron Horvath et Peter Rida Michail, sorti en 2018.
Il est basé sur la série télévisée d'animation Teen Titans Go!, créée par de DC Comics,. Il comprend aussi en vedettes Kristen Bell, Nicolas Cage et Will Arnett,.
Le film est un succès avec 51,9 millions de dollars de recettes uniquement aux États-Unis et est unanimement acclamé par la critique,,,,,.

## Synopsis
Robin et les autres membres des Jeunes Titans sont assez déçus d'être les seuls superhéros de l'univers DC Comics à ne pas avoir eu leur propre film. Ils vont tout faire pour devenir des superhéros légendaires, afin de remédier à cela. Vont-ils y arriver et avoir leur film ?

## Fiche technique
- Titre original : Teen Titans Go! To the Movies
- Titre français et québécois : Teen Titans Go! le film[11]
- Réalisation : Aaron Horvath et Peter Rida Michail
- Scénario : Michael Jelenic et Aaron Horvath
- Direction artistique : Dan Hipp (supervision) ; Gerald de Jesus et Rafael Hurtado
- Montage : Nick Kenway
- Musique : Jared Faber
- Production : Aaron Horvath, Michael Jelenic ; Peggy Regan, Peter Rida Michail (exécutive) ; Will Arnett (associée)
- Sociétés de production : DC Entertainment et Warner Bros. Animation
- Sociétés de distribution : Warner Bros. Pictures
- Pays d’origine :  États-Unis
- Langue : anglais
- Format : Couleur (Deluxe) - Digital (2K) - 1,85:1 (DCP) - DTS/Auro 11.1/Dolby Atmos
- Genre : Animation, Comédie
- Durée : 84 minutes
- Dates de sortie :
  - États-Unis et Canada: 27 juillet 2018
  - France : 5 septembre 2018

 Sauf indication contraire, les informations mentionnées dans cette section peuvent être confirmées par la base de données cinématographiques IMDb,  présente dans la section « Liens externes ».

## Distribution

### Voix originales
- Scott Menville : Robin
- Greg Cipes : Beast Boy
- Khary Payton : Cyborg
- Tara Strong : Raven
- Hynden Walch : Starfire
- Will Arnett : Slade
- Kristen Bell : Jade Wilson
- Nicolas Cage : Superman
- Jimmy Kimmel : Batman
- Halsey : Wonder Woman
- Lil Yachty : Green Lantern
- Eric Bauza : Aquaman
- Wil Wheaton : The Flash
- Stan Lee : lui-même
- Greg Davies : Balloon Man

### Voix françaises
- Mathias Kozlowski : Robin
- Hervé Grull : Changelin
- Daniel Lobé : Cyborg
- Karine Foviau : Raven
- Laëtitia Godès : Starfire
- Pierre Dourlens : Slade Wilson
- Charlyne Pestel : Jade Wilson
- Emmanuel Jacomy : Superman
- Adrien Antoine : Batman
- Delphine Braillon : Wonder Woman
- Martial Le Minoux : Green Lantern / Aquaman / Jor-El / Stan Lee
- Christophe Lemoine : Flash
- Michel Mella : Ace Morgan
- Vincent Ropion : Atom
- Emmanuel Garijo : Plastic Man
- Jean-François Vlérick
- Jérémie Bédrune
- Thierry Gondet
- Dolly Vanden
- Jean-Michel Vaubien : White Tiger (chants)

### Voix québécoises
- Nicholas Poulin : Robin
- Nicholas Bacon : Changelin
- Nicholas Savard L'Herbier : Cyborg
- Catherine Brunet : Raven
- Marilou Morin : Raven (chant)
- Kim Jalabert : Starfire
- Daniel Picard : Slade Wilson
- Catherine Proulx-Lemay : Jade Wilson
- Benoît Rousseau : Superman
- François L'Écuyer : Batman
- Mélanie Laberge : Wonder Woman
- Fayolle Jean Jr. : Green Lantern
- Antoine Durand : Aquaman
- Guy Nadon : Stan Lee
- François Godin : Flash
- Tristan Harvey : Balloon Man
- Hugolin Chevrette-Landesque : Shia LaBeouf
- Patrick Chouinard : Narrateur

## Réception et box office
Le film est un succès avec 51,9 millions de dollars récoltés uniquement aux États-Unis et est unanimement acclamé par la critique, pour son humour ravageur, son intelligence et ses nombreux clins d'œils à l'univers DC Comics,,,,.

## Scène Post-Credits
Dans la scène post-credits du film, les Teen Titans de la série éponyme de 2003 tentent d'entrer en contact (on suppose avec le spectateur) pour indiquer qu'ils n'ont pas disparu. Plusieurs spéculations supposent que ce serait soit un teaser du film Teen Titans Go! vs. Teen Titans, soit l'annonce tant attendue de la saison 6 de la série de 2003.[réf. nécessaire]